# 平手造酒
平手 造酒（ひらて みき）は、講談や浪曲などで広く親しまれた『天保水滸伝』に登場する剣客。実名は平田 三亀（ひらた みき）。生い立ちは詳らかではないが、讃岐高松家で小納戸役などを務めた平田伴五（伴吾）の子とする説がある。剣術修業として諸国を遍歴、天保5年以来、下総国に滞在。天保15年8月6日、飯岡助五郎一家と笹川繁蔵一家の間で繰り広げられた「大利根河原の決闘」に笹川方の用心棒として参戦し、全身に11か所の刀傷を負って闘死した。
嘉永3年、この史実を元にした実録体小説『天保水滸伝』が著されると、平手は無念流の極意を究めながら酒乱で剣の道を踏み外し、博徒の用心棒に身を窶して最後は喧嘩場で命を落とす奥州の浪士・平手造酒として描かれた。以後、この人物像は流派や生国を変えながらも講談や浪曲を通して拡散され、昭和以降は鶴田浩二や天知茂が映画で演ずるなど、時代劇ではおなじみのキャラクターとなるまでになった。

## 実名
平手の実名については、かつては平田深喜とする説が有力だった。これは子母沢寛が『游侠奇談』で紹介した「御見分書」の記載による。

御見分書

無宿浪人　平田深喜

一、疵請ケ死人

但シ年齢三十七八才位、天窓ニ長サ六寸程之十文字切疵壹ケ所、同打込疵長サ壹寸程宛づゝ三ケ所、右之肩ニ長サ貳寸程、左肩ニ三寸程、同腕ニ貳寸程、切疵左脇腹より心中に掛リ長サ八寸程之疵、同膝ニ長サ三寸程之切疵都合拾壹ケ所有之、繁蔵宅前ニ倒レ居候間、医師相掛ケ、疵口療治仕候得共、養生不相叶、今七日暁子ノ刻（午前零時）ニ相果候義ニ御座候

しかし、昭和40年頃、千葉県香取郡神崎町松崎地内を流れる浄光川の河川改修工事に伴い、堤防沿いの草むらの中から「平田三亀之墓」と刻まれた墓石が発見され、これにより平田三亀が正しいことが判明した。
さらに、平成2年になって下関市立長府図書館に所蔵されている笹尾家文書『諸国武術御修行者姓名録』に「関口流佐藤雄太門人　讃岐高松家中　平田三亀」という記載があることが発見された。従来、三亀の生国については紀州・水戸・佐倉・南部など定説がなかったが、これにより讃州高松であることが確定した。
その後も平手に関する史料の発見が続き、平成5年に千葉県立大利根博物館で開催された「特別展・天保水滸伝の世界」では平手が浅山一伝流を伝授されていることを伝える史料の存在が報告された。その史料とは千葉県香取郡佐原でかつて浅山一伝流師範本城知胤道場を開いていた本城家に伝わる「入門起請文」で、実際に起請文を見た辻淳によれば、起請文に「讃岐高松藩中　平田三亀　源良忠」と記されており、これにより平手の諱が良忠であることも明かとなった。また辻によれば、署名は平手の自筆で諱の下には血判も捺されているという。

## 流派
上述のごとく、三亀は『諸国武術御修行者姓名録』には「関口流佐藤雄太門人」と記しており、また浅山一伝流師範本城知胤道場の「入門起請文」にも名前があることから浅山一伝流を修めていたことも裏付けられる。一方、三亀をモデルとして生み出された平手造酒は講談や浪曲などでは北辰一刀流千葉周作の門人とされており、千葉周作門下の四天王とするものもある。これについて辻淳は「平田三亀が千葉周作門下となり北辰一刀流を学んだ事を立証するものは何もない」としつつも、いくつかの事実を挙げて三亀が千葉周作の門人であった可能性を指摘している。その1つは、当時、農民らが幕府に提出した「直訴嘆願書」の中に「御当地千葉周作門人にて剣術免許受候平田深喜」との記載があること。もう1つは、三亀が千葉周作の妻だった女性の実家（加瀬家）で療養していたとする口承があること。この事実を伝えているのはキッコーマンの「中興の祖」とである茂木啓三郎で、その著書『私の履歴書』で大叔父に当たる陸軍少将の加瀬倭武について記す中で、こんなエピソードを披露している。

　この大叔父のところに、日本陸軍の騎兵の創始者皷包武の娘のぶが嫁している。皷家は今の岸、佐藤一族とは親類だということである。また、この大叔父の姉くには私の母の生母であり、その親類の者が千葉周作に嫁していると聞いた。祖母は神田のお玉ケ池の千葉道場にはたびたび行ったということである。そんな関係でもあるのか、平手造酒は、この祖母の実家――やはり加瀬家といい、家号は中西という――へ療養にきていたそうである。大叔父のいうところによると、千葉道場が愛弟子造酒の保養の地として、九十九里沿岸の親類を選んだのであろうということである。その土地は笹川とほど遠からず、平手造酒は椎名内から笹川へおっ取り刀で駆けつける――これが有名な天保水滸伝笹川繁蔵のくだりということになるのである。

これを受け、辻は「これまで以上に三亀の周作門人説に信憑性が加わったと思いたい」と記している。

## 決闘当日の行動
上述のごとく、決闘当日、三亀は椎名内の加瀬家から笹川に駆けつけたとする口承がある他、講談などでは神代村字桜井の尼寺（妙円寺）から駆けつけたとされており、子母沢寛も「続ふところ手帖」でそれを裏づけるようなことを書いている。
一方で決闘当時の三亀の行動を全く異る様相で伝えている史料も存在する。徳川時代、下総国香取郡須賀山村の中根家領の名主を代々務めた土屋吉郎兵衛が書き記した「心得書」がそれで、当日の三亀（文中では深喜）の様子を次のように記している。

（略）其他繁蔵方ニテ剣術遣ヘ浪人平田深喜ト申者数ヶ所手疵ヲ負ヘ、西浜通リ往還ニ倒レ居ル、治療不届、是亦相果ル、一体此者ヲ繁蔵儀、飯岡方之間者ト疑惑し一両日前ニ両刀ハ取上ケ置候由、然ル処六日朝騒動出来候ニ付、深喜儀無腰ニ而無致方、側ニ有合ヤクザ脇差ヲ押取、立合候よし、ヤクザ物ニ付、直ニ鍔元より折レ、戦ヘ不相成、手疵ヲ受ケ、命ヲ捨タルよし繁蔵懸疑不致、両刀ヲ為持置候ハヽ先方ニハ亦々多分之死人怪我人モ可出来事ト申合リ

笹川繁蔵が平田三亀を飯岡方の間者と疑い、決闘の「一両日前」に両刀を取り上げていた。そのため、決闘当日、三亀は無腰で、やむなく側にあったやくざの脇差を押し取り現場に駆けつけた。しかし、やくざ物のため、すぐに鍔元で折れてしまい、戦いにならず、あたら命を捨てることになったとする内容。これが事実とするならば、椎名村の加瀬家から駆けつけたとする説も神代村の妙円寺から駆けつけたとする説も否定される。しかし、なぜ剣術の修業を積んだ武士がやくざ相手の喧嘩で全身に11か所もの刀傷を受けるというなぶり殺しに近い殺され方をしたのかは説明がつく。一方で「心得書」にはなぜ笹川繁蔵が平田三亀を飯岡方の間者と疑ったのかは記されておらず、新たな謎を提示する形となっている。

## 墓所

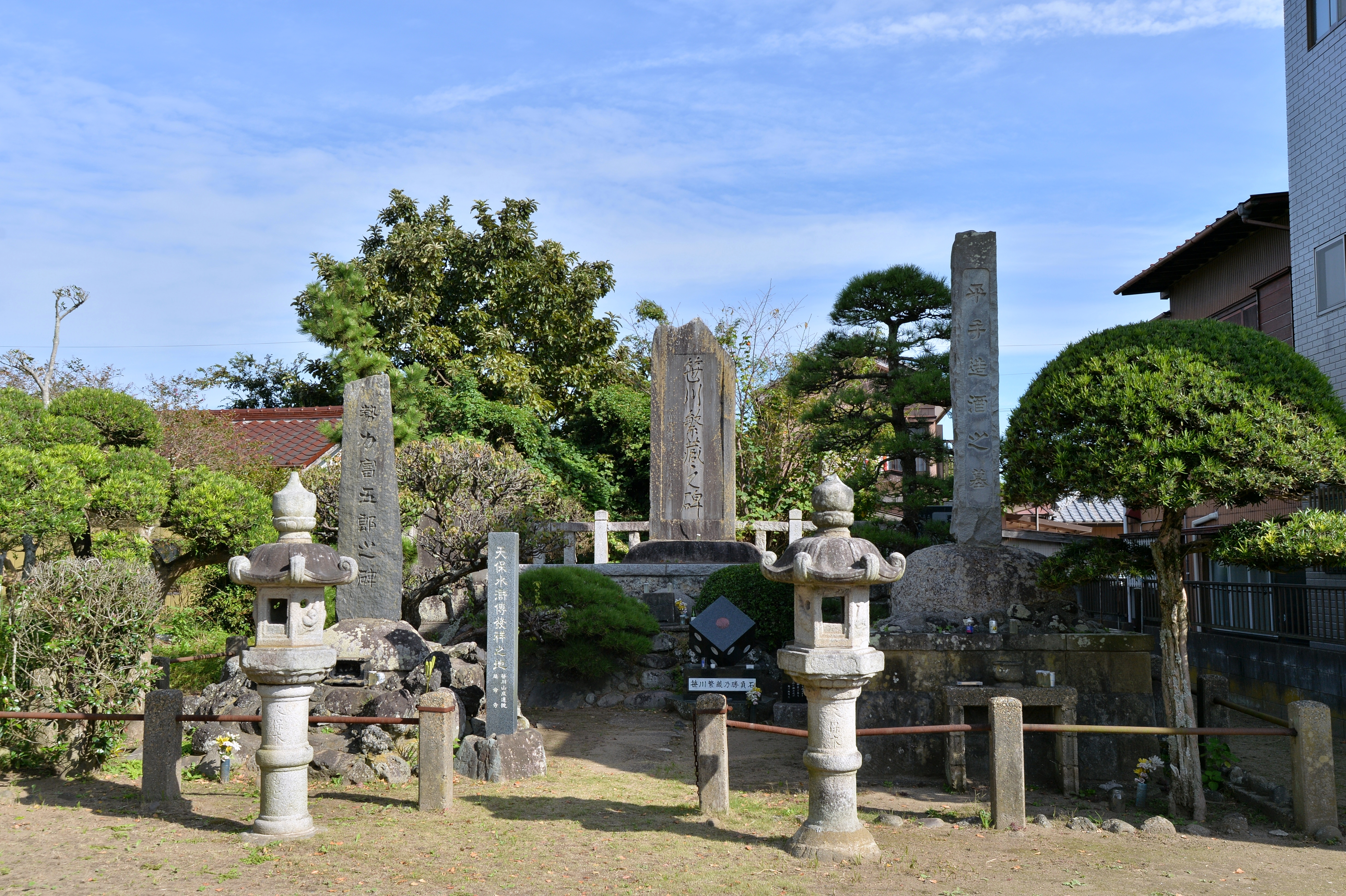
延命寺（千葉県東庄町）に所在する、笹川繁蔵・平手造酒の勢力や富五郎の笹川一家3人衆の墓や碑。

上述のごとく、昭和40年頃、千葉県香取郡神崎町松崎地内を流れる浄光川の堤防沿いの草むらの中から「平田三亀之墓」と刻まれた墓石が発見されており、現在は発見場所近くの心光寺の墓地に置かれている。表面には「儀刀信忠居士」という戒名が刻まれ、裏面には「天保十五甲辰年八月六日　平田三亀之墓」と刻まれている。
これとは別に千葉県香取郡東庄町の延命寺に「平手造酒之墓」がある。これは昭和3年に笹川有志一同が建立したもので、墓碑の裏面には「平田氏之墓」と刻まれたもう1つの墓碑があり、元は利根川べり西の内にあったものを新しい墓碑が建立された際に移したものという。子母沢寛によれば、三亀（同書では深喜）の亡骸は一先ず延命寺の墓地に仮埋葬され、江戸奉行の承認を得てそのまま本埋葬になったという。ただし、「昭和三年になって、笹川の有志が別に建碑することになり、掘り返したが、埋葬の痕跡は何もなかったという」との証言もあり、同地を平田三亀の埋葬場所とする確証はない。

## 平手造酒を扱った作品
嘉永3年、陽泉主人尾卦伝述『天保水滸伝』が著されて以降、平手造酒は講談や錦絵などに盛んに取り上げられた。また明治時代になると講釈師の噺を書き写した速記本が大流行となり、さらに『天保水滸伝』は世に広まることとなった。そうした中、大正3年には日本映画の父とされる牧野省三が『天保水滸伝』を初映画化。以後、『天保水滸伝』を題材とする映画が次々と作られることとなった。さらに昭和になると正岡容脚色の浪曲『天保水滸伝』が二代目玉川勝太郎の名調子もあって一世を風靡した。さらに小説、浪曲歌謡、テレビドラマなど、『天保水滸伝』を題材とした作品は数限りない。平手造酒はそれら数多ある『天保水滸伝』ものにおいて欠かすことのできない立役者として描かれている。以下はその主なものである。

### 映画
- 平手造酒（1925年、監督：大久保忠素、平手造酒：森野五郎）
- 祐天吉松（1925年、監督：中山呑海、平手造酒：尾上多見太郎）
- 天保悲剣録（1927年、監督：山崎藤江、平手造酒：坪井哲）
- 平手造酒（1927年、監督：村越章二郎、平手造酒：光岡龍三郎）
- 平手造酒（1928年、監督：志波西果、平手造酒：大河内伝次郎）
- 阪東侠客陣 第一篇・中篇・最終篇（1928年、監督：仁科熊彦、平手造酒：片岡左衛門）
- 天保水滸伝（1928年、監督：丘虹二、平手造酒：葉山純之助）
- 天保水滸伝（1930年、監督：押本七之輔、平手造酒：澤村國太郎）
- 天保水滸伝（1930年、監督：押本七之輔、平手造酒：明石緑郎）
- 平手造酒（1930年、監督：山口哲平、平手造酒：葉山純之輔）
- 平手造酒（1931年、監督：星哲六、平手造酒：明石潮）
- 決戦大利根の暁（1932年、監督：橋本松男、平手造酒：片岡左衛門）
- 喧嘩道中記（1932年、監督：青山正雄、平手造酒：清水隆之助）
- 闇討渡世（1932年、監督：伊丹万作、平手造酒：片岡千恵蔵）
- 平手造酒 白衣剣鬼録（1933年、監督：山口哲平、平手造酒：葉山純之輔）
- 一刀流酒供養（1933年、監督：石山稔、平手造酒：海江田譲二）
- 一刀流闘士陣（1933年、監督：渡辺邦男、平手造酒：鳥羽陽之助）
- 八州侠客陣（1933年、監督：石田民三、平手造酒：木村正二郎）
- 平手造酒（1934年、監督：西原孝、平手造酒：市川百々之助）
- 天保水滸伝（1936年、監督：山本松男、平手造酒：杉山昌三九）
- 義憤の血煙（1936年、監督：山本松男、平手造酒：大河内龍）
- 八州侠客陣（1936年、監督：マキノ正博、平手造酒：清水英朗）
- 平手造酒（1937年、監督：稲葉蛟児、平手造酒：海江田譲二）
- 春秋一刀流（1939年、監督：丸根賛太郎、平手造酒：片岡千恵蔵）
- 関東剣豪陣（1941年、監督：田崎浩一、平手造酒：原健作）
- 天保水滸伝 大利根の夜霧（1950年、監督：佐伯清、平手造酒：山村聡）
- 平手造酒（1951年、監督：並木鏡太郎、平手造酒：山村聡）
- 天保水滸伝 利根の火祭（1952年、監督：安達伸生、平手造酒：坂東好太郎）
- やくざ狼（1953年、監督：萩原遼、平手造酒：杉山昌三九）
- 地獄の剣豪 平手造酒（1954年、監督：滝沢英輔、平手造酒：辰巳柳太郎）
- 潮来出島 美男剣法（1954年、監督：安田公義、平手造酒：黒川弥太郎）
- 関八州大利根の対決（1957年、監督：志村敏夫、平手造酒：丹波哲郎）
- 天保水滸伝（1958年、監督：渡辺邦男、平手造酒：鶴田浩二）
- 花の遊侠伝（1958年、監督：安田公義、平手造酒：千葉敏郎）
- あばれ街道（1959年、監督：小沢茂弘、平田深喜：戸上城太郎）
- 遊太郎巷談（1959年、監督：田坂勝彦、平手造酒：植村謙二郎）
- 関の弥太っぺ（1959年、監督：加戸敏、平手造酒：千葉敏郎）
- 血斗水滸伝 怒涛の対決（1959年、監督：佐々木康、平手造酒：大友柳太朗）
- 大利根無情（1960年、監督：的井邦男、平手造酒：三波春夫）
- 草間の半次郎 霧の中の渡り鳥（1960年、監督：内出好吉、平手造酒：須賀不二男）
- 美男の顔役（1961年、監督：沢島忠、平手造酒：鈴木金哉）
- 座頭市物語（1962年、監督：三隅研次、平手造酒：天知茂）
- 男度胸のあやめ笠（1962年、監督：佐々木康、平手造酒：黒川弥太郎）
- 勢揃い関八州（1962年、監督：佐々木康、平手造酒：近衛十四郎）
- 天保遊侠伝 代官所破り（1965年、監督：山内鉄也、平手造酒：内田良平）
- 天保水滸伝 大原幽学（1976年、監督：山本薩夫、平手造酒：高橋悦史）

### 小説
- 天保水滸伝（1888年、高木為鎮）[16]
- 平手造酒（1951年、中山義秀）
- 花も刀も（1957年、山本周五郎）
- 真説平手造酒（1970年、三好徹）
- 武蔵野水滸伝（1974年、山田風太郎）
- 半身のお紺（1974年、笹沢左保）
- 今朝もまた夢―平手造酒外伝（1986年、笹沢左保）
- 月とよしきり（2005年、津本陽）

### 浪曲歌謡
- 大利根月夜（唄:田端義夫）
- 大利根無情（唄:三波春夫）
曲間の台詞「止めて下さるな 妙心殿。落ちぶれ果てても平手は武士じゃ。男の散りぎわだけは知って居り申す。」が有名。
- 大利根ながれ月（唄:氷川きよし）

### 流行歌
- 「めんどうみたョ」（ハナ肇とクレイジーキャッツ） ※歌詞に国定忠治・平手造酒・吉良の仁吉らが登場する。

### テレビドラマ
- 東芝日曜劇場 第125回「剣」（1959年、平手造酒：木村功）
- 平手造酒（1960年、平手造酒：嵐寛寿郎）
- 新国劇アワー / 地獄の空ッ風（1960年、平手造酒：辰巳柳太郎）
- 講談ドラマ / 孤影（1963年、平田深喜：御木本伸介）
- 甲州遊侠伝 俺はども安（1965年、平手造酒：平幹二朗）
- 新・日本剣客伝 第4話「平手造酒」前編・後編（1969年、平手造酒：鶴田浩二）
- 日本任侠伝 第1シリーズ 第2話「笹川繁蔵」（1969年、平手造酒：宗方勝巳）
- 女殺し屋 花笠お竜 第23話「女ごころを酒が呼ぶ」（1970年、平手造酒：高宮敬二）
- めくらのお市（1971年、平手造酒：丹波哲郎）
- 青空浪人 第8話「血風お玉ヶ池」（1971年、平手造酒：上野山功一）
- 遠山の金さん捕物帳 第119話「平手造酒を斬った男」（1972年、平手造酒：若林幾夫）
- 天下堂々（1973年、平手造酒：村野武範）
- 天保水滸伝 平手造酒（1973年、平手造酒：栗塚旭）
- 必殺仕事人意外伝 主水、第七騎兵隊と闘う 大利根ウエスタン月夜（1985年、平田深喜：樋口隆則）
- 必殺まっしぐら! 第11話「相手は向島の元締」（1986年、平田深喜：内藤剛志）
- 必殺スペシャル・秋! 仕事人vsオール江戸警察（1990年、平田深喜(平手造酒)：滝田栄）
- 女無宿人 半身のお紺（1991年、平手造酒：萩原流行）
- 名奉行遠山の金さん 第3シリーズ 第18話「美女の陰謀!関八州あばれ旅」（1990年、平手造酒：寺田農）※スペシャル
- あばれ八州御用旅 第4シリーズ 第1話「男涙の大利根無情!抜荷街道の謎を追え!」（1994年、平手造酒：萩原流行）※スペシャル
- 秋のスペシャル時代劇 / 平手造酒 利根の決闘（1997年、平手造酒：古谷一行）
- 御家人斬九郎 第4シリーズ 第3話「大利根の月」（1999年、平手造酒：近藤正臣）

### 漫画
- 風雲児たち（みなもと太郎）
- 38度線上の怪物（手塚治虫）

### テレビアニメ
- 天保水滸伝NEO（2013年にチバテレビ「ハピはぴ・モーニング〜ハピモ〜」内で放送のショートアニメ）

## 参考資料
- 『日本歴史人物事典』 朝日新聞社、1994年、ISBN 4-02-340052-1、1388頁
- 『日本人名大辞典』 講談社、2001年、ISBN 4-06-210800-3、1578頁
- 『別冊歴史読本 幕末明治剣客剣豪総覧』新人物往来社、1999年、ISBN 4-404-02699-4、315頁